# Hippasa charamaensis
Hippasa charamaensis är en spindelart som beskrevs av Gajbe 2004. Hippasa charamaensis ingår i släktet Hippasa och familjen vargspindlar. Inga underarter finns listade i Catalogue of Life.